# Глинин, Денис Владимирович
Дени́с Влади́мирович Гли́нин (укр. Дени́с Володи́мирович Глі́нін; 21 октября 1971, Львов) — украинский музыкант, барабанщик рок-группы «Океан Ельзи».

## Биография
Обучался в школе № 69 города Львова. Окончил Национальный университет «Львовская политехника» по специальности «экономист-энергетик».
С 1992 года играл в группе «Клан Тиші» с Андреем Голяком, Павлом Гудимовым и Юрием Хусточкой. В 1994 году началось формирование «Океана Ельзи», где вокалистом был 19-летний Святослав Вакарчук. Большинство музыкантов «Клана» перешло туда.
Когда в 2004 году участники «Океана» Дмитрий Шуров и Юрий Хусточка ушли в группу «Esthetic Education», помог коллегам записать дебютный альбом «Face Reading». В знак признательности лицо Дениса Глинина было изображено на обложке пластинки вместе с лицами других трёх участников группы.
Женат. Воспитывает сына Тимура от второго брака (2004 года рождения). Увлекается фотосъёмкой и большим теннисом, интересуется автомобилями. Своим кумиром считает Джона Бонэма.